# Mysidia lucianna
Mysidia lucianna är en insektsart som beskrevs av Broomfield 1985. Mysidia lucianna ingår i släktet Mysidia och familjen Derbidae. Inga underarter finns listade i Catalogue of Life.